# Freixeda do Torrão, Quintã de Pêro Martins e Penha de Águia
Freixeda do Torrão, Quintã de Pêro Martins e Penha de Águia (llamada oficialmente União das Freguesias de Freixeda do Torrão, Quintã de Pêro Martins e Penha de Águia) es una freguesia portuguesa del municipio de Figueira de Castelo Rodrigo, distrito de Guarda.

## Historia
Fue creada el 28 de enero de 2013 en aplicación de una resolución de la Asamblea de la República de Portugal promulgada el 16 de enero de 2013 con la unión de las freguesias de Freixeda do Torrão, Penha de Águia y Quintã de Pêro Martins, pasando su sede a estar situada en la antigua freguesia de Freixeda do Torrão.

## Demografía
| Gráfica de evolución demográfica de Freixeda do Torrão, Quintã de Pêro Martins e Penha de Águia entre 2011 y 2021 |
| |
| Datos según el nomenclátor publicado por el INE portugués.                                                        |